# Федотова, Анна Андреевна (футболистка)
Анна Андреевна Федотова (8 мая 2002) — российская футболистка, нападающая.

## Биография
В заявку основного состава ижевского «Торпедо» впервые была включена в 2017 году. Команда в том сезоне выступала в первом дивизионе, где завоевала серебряные награды.
С 2018 года спортсменка вместе с командой выступала в высшем дивизионе. Дебютный матч на высшем уровне сыграла 9 мая 2018 года против «Чертаново», заменив на 85-й минуте Ксению Алпатову. Всего в первом сезоне в высшей лиге провела 3 матча, во всех выходила на замены. 27 октября 2019 года в матче против пермской «Звезды» впервые вышла в стартовом составе своего клуба.